# Ford Focus WRC
El Ford Focus WRC es un vehículo de rally basado en el Ford Focus con homologación World Rally Car. Fue diseñado y construido por Ford en conjunto con la empresa británica M-Sport y fue utilizado por el equipo Ford World Rally Team en el Campeonato Mundial de Rally durante los años 1999 y 2010 en sustitución del Ford Escort WRC, automóvil que había sido el primer modelo World Rally Car de la marca y con el que había competido entre 1997 y 1998. Hizo su debut en el Rally de Montecarlo de 1999, participó durante doce años como oficial en un total de ciento setenta y tres pruebas logrando cuarenta y cuatro victorias, ciento cuarenta y ocho podios y dos títulos de constructores, en 2006 y 2007. Se construyó sobre el chasis de la primera y la segunda generación del modelo de serie y contó con diez evoluciones diferentes. Su última aparición oficial fue en el Rally de Gran Bretaña de 2010 y en 2011 el equipo Ford lo sustituyó por el Ford Fiesta RS WRC.
Además del equipo oficial también fue utilizado por varios equipos privados como el Stobart M-Sport Ford Rally Team.

## Desarrollo
Cuando Ford se propuso desarrollar el Ford Focus WRC la marca ya contaba con una larga experiencia en el campeonato del mundo de rally. Desde 1973 la marca había estado presente de manera oficial o a través de algún equipo privado. El Ford Escort logró varias victorias en los años 70' (tanto en la versión RS 1600 como RS 1800), como las siete consecutivas en el Rally de Gran Bretaña de 1973 a 1979. En los años 80' desarrolló su propio automóvil del grupo B, el Ford RS200 que si bien no logró ninguna victoria en el certamen, si consiguió algunos éxitos en campeonatos nacionales. Posteriormente compitió con el Ford Sierra RS Cosworth, tanto en la versión con tracción trasera como con tracción total y el Ford Escort RS Cosworth ambos homologados como grupo A. Cuando en 1997 se introdujo la categoría World Rally Car, Ford desarrolló el Ford Escort WRC, vehículo que se convirtió en el primer modelo de la marca en obtener esta homologación. Participó entre 1997 y 1998 y sumó dos victorias (Rally Acrópolis de 1997 y Rally de Indonesia de 1997), veintitrés podios en un total de veintiocho carreras.
En el desarrollo del Focus participó la propia marca y la empresa británica M-Sport, liderada por el expiloto de rally Malcolm Wilson que también había participado en la construcción del Ford Escort WRC. Para homologar el Focus el constructor necesitaba construir las 2500 unidades del modelo serie exigidas por el reglamento de la FIA y, aunque estaba construido sobre el chasis del Ford Focus de calle, su parecido, al igual que los demás vehículos World Rally Car, era mínimo.
Entre los ingenieros y preparadores que participaron en el diseño de las diferentes evoluciones que el Focus sufrió se encontraron: Mountone una empresa que en encargó del motor en su primera versión; Cosworth Racing, empresa con amplia experiencia en motores; Gunther Steiner ingeniero que participó en las primeras evoluciones y que fue sustituido en 2002 por Christian Louriaux, que fue el director técnico de la marca y que desarrolló el Focus desde la versión de 2002 hasta la última.
Fue presentado en el Salón del Automóvil de París de 1998 junto al modelo de serie.

## Características técnicas
La primera versión del Ford Focus WRC se montó sobre la carrocería de la primera generación del Ford Focus de serie, vehículo del segmento C comercializado entre 1998 y 2004. Contó con seis evoluciones y en cada una de ellas se realizaron amplias modificaciones. La segunda generación, la más exitosa, contó con cuatro versiones y logró dos títulos mundiales en 2006 y 2007.
M-Sport construyó un total de noventa y siete unidades diferentes, tanto para pruebas como para competir en el mundial.

### Primera generación
El motor Cosworth utilizado en el Escort WRC se reemplazó por el Ford Zetec E, un cuatro cilindros en línea, 1998 cc de 16 válvulas e inclinado 25 grados hacia atrás con respecto del modelo de calle. Disponía de turbocompresor inicialmente del tipo Garret TR30R. El encargado de desarrollar el motor fue el preparador Mountune, mientras que M-Sport se encargaba del resto del coche, aunque a partir del año 2000 sería la propia empresa liderada por Malcolm Wilson la que se encargaría del motor junto a Cosworth Racing. La marca desarrolló una bomba de agua para el Focus que en su primera carrera, la FIA la consideró ilegal por lo que los dos pilotos que habían estrenado el coche, Colin McRae que había logrado la tercera plaza y Simon Jean-Joseph, fueron excluidos después de la misma. De esta manera el equipo tuvo que recurrir a la misma bomba utilizada en el modelo de serie.

#### Ford Focus WRC (1999)

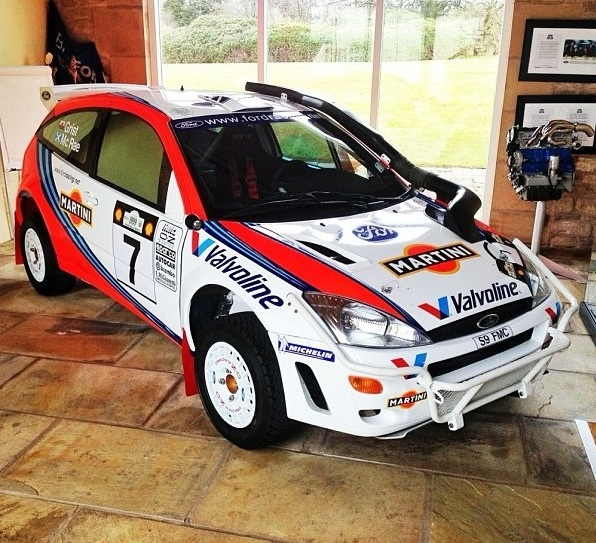
La primera versión del Ford Focus WRC contaba con los clásicos colores del patrocinador Martini sobre fondo blanco. En la imagen la versión utilizada para el Rally Safari.

La primera evolución del Focus WRC, debutó en el Rally de Montecarlo de 1999 con los pilotos Colin McRae y Simon Jean-Joseph. Aunque el equipo logró el primer podio, al lograr McRae el tercer puesto, tras la prueba los dos Focus fueron descalificados por considerar los comisarios que la bomba de agua no era legal. Ese año también condujeron para la marca el noruego Petter Solberg y el sueco Thomas Radstrom. Participó en catorce pruebas, todas las del calendario y logró dos victorias: en el Safari y Portugal, ambas con Colin McRae. Consiguió también un podio en Suecia, pero encadenó cuatro abandonos consecutivos por averías, problemas propios de la juventud del coche.

#### Ford Focus WRC 00

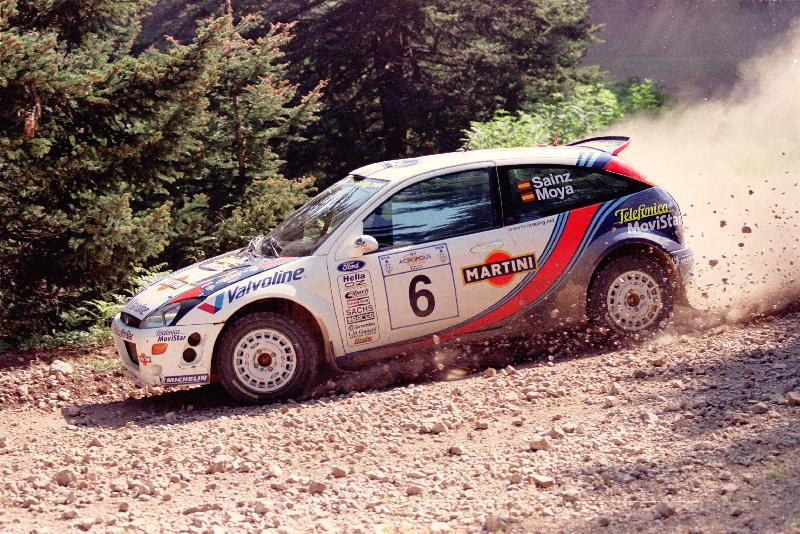
El Ford Focus WRC 00 pilotado por Carlos Sainz durante el Rally Acrópolis.

La segunda evolución del coche, denominada Ford Focus WRC 00, introdujo varios cambios técnicos que incluyeron cambios en la aerodinámica, con un parachoques delantero nuevo que también contribuyó a mejorar la refrigeración, en el motor y la transmisión. El nuevo motor había sido desarrollado por Cosworth Racing y se introdujo un sistema anti-lag, un tubocompresor nuevo y se modificó el embrague. Ese año el equipo contó de nuevo con Colin McRae y fichó al español Carlos Sainz que participaron en catorce pruebas y lograron mejorar los resultados del año anterior: tres victorias y trece podios.

#### Ford Focus RS WRC 01
El Focus del año 2001 sufrió una serie de pequeños cambios. Se modificó ligeramente el parachoques delantero y se aligeró el coche hasta ocho kilogramos, al sustituir los cristales por unos más finos. Sin embargo, los cambios más significativos los sufrió el motor: contó con un árbol de levas nuevo y aumentó ligeramente su capacidad cúbica, pasando de 1998 a 1999 cc. Los resultados en el campeonato del mundo fueron similares: tres victorias y once podios en catorce pruebas que participó.

#### Ford Focus RS WRC 02

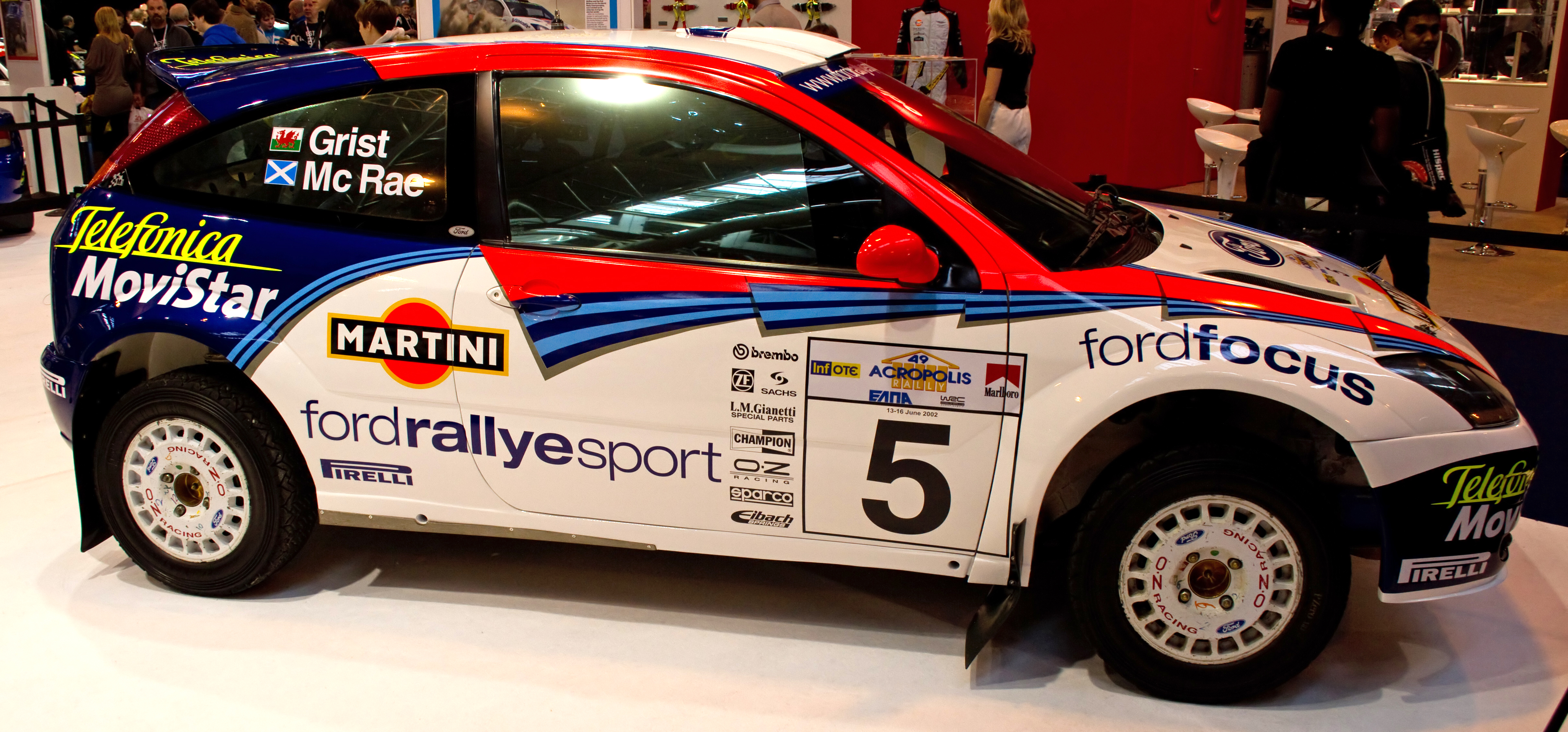
El Ford Focus RS WRC 02 de Colin McRae utilizado en el Rally Acrópolis.

En el año 2002, el ingeniero Gunther Steiner se fue al equipo Jaguar de la Fórmula 1, por lo que fue sustituido por Christian Loriaux, que había trabajado para Prodrive, empresa también con experiencia en el desarrollo de automóviles de rally. El Focus de ese año, denominado Ford Focus RS WRC 02, (por segundo año con el acrónimo RS incluido) contó con una gran cantidad de cambios: se modificaron la cabeza de los cilindros, el cigüeñal, se recolocó la bomba de la dirección asistida, se le puso un nuevo freno de mano y se diseñó un nuevo salpicadero. De nuevo con McRae, Sainz y con la incorporación del estonio Markko Martin, el Focus participó en veintiocho pruebas durante los años 2002 y 2003, consiguiendo de nuevo tres victorias y diez podios.

#### Ford Focus RS WRC 03
La quinta evolución del Focus, debutó a mediados del año 2003, en el Rally de Nueva Zelanda y participó en cuatro pruebas, conviviendo con la versión anterior. En esta ocasión el diseño fue desarrollado desde cero por Loriaux. Los cambios más significativos fueron en la aerodinámica y la distribución de pesos, debido a que se rebajó el mínimo establecido y al añadir los lastres permitió mejorar su distribución. Además del nuevo motor, más ligero incluso que los anteriores y con más potencia, se añadió una nueva refrigeración con dos ventiladores enormes situados horizontalmente y se modificó la suspensión trasera. Con quince participaciones entre 2003 y 2004 los resultados deportivos fueron similares con dos victorias y diez podios.

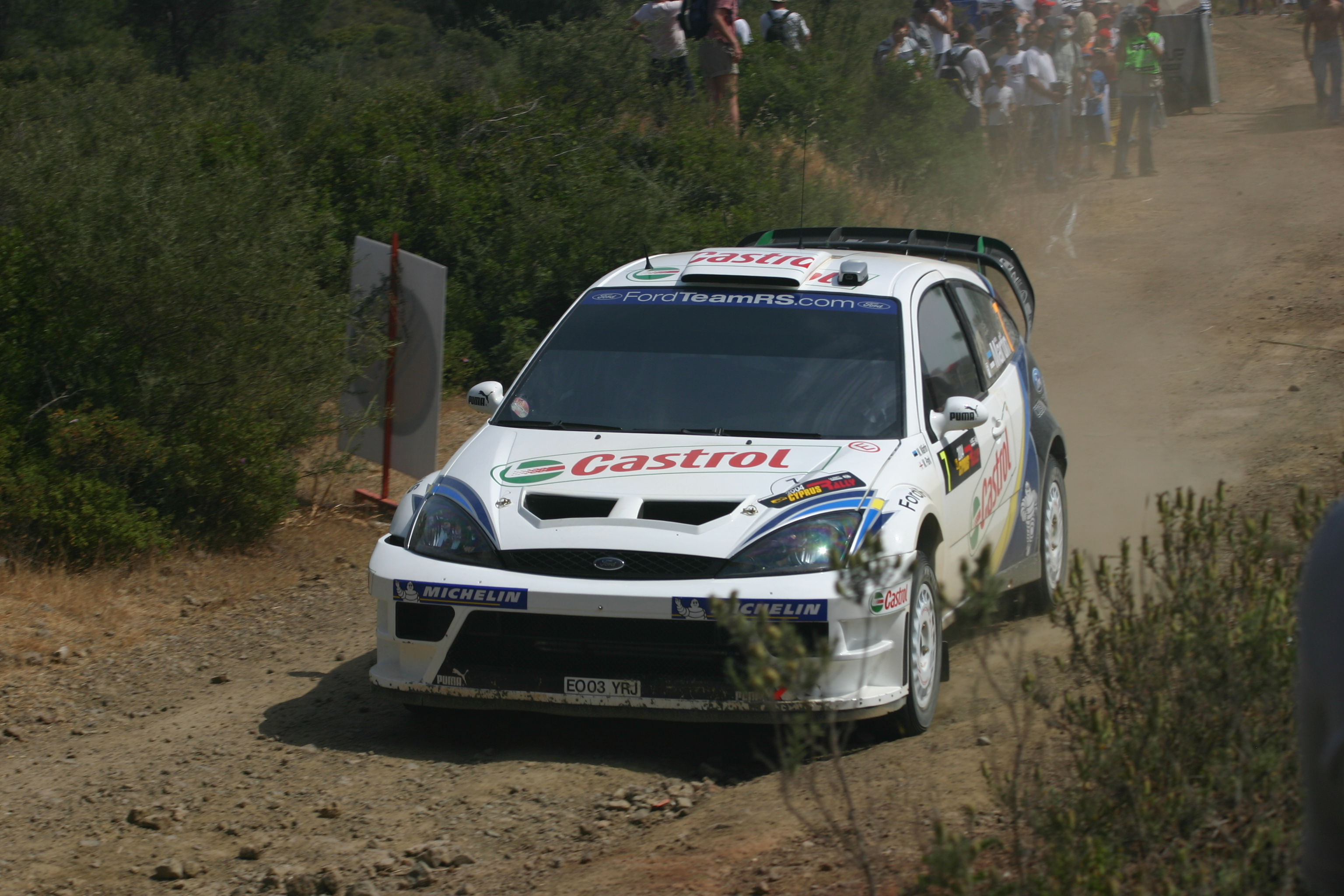
Ford Focus RS WRC 04 en el Rally de Chipre de 2004.

#### Ford Focus RS WRC 04
La versión del año 2004, la última de la primera generación, fue una mejora de la versión anterior. Los principales cambios radicaron en el peso de la carrocería, que aligeraron en diez kilos. Al nuevo capó de aluminio también se mejoró el motor, de nuevo desarrollado por Cosworth, se aligeró el turbo y ganó en fiabilidad. Con Markko Martin y François Duval como principales pilotos, la marca compitió con este modelo en veintinueve pruebas logrando tres victorias y catorce podios.

### Segunda generación

#### Ford Focus RS WRC 06

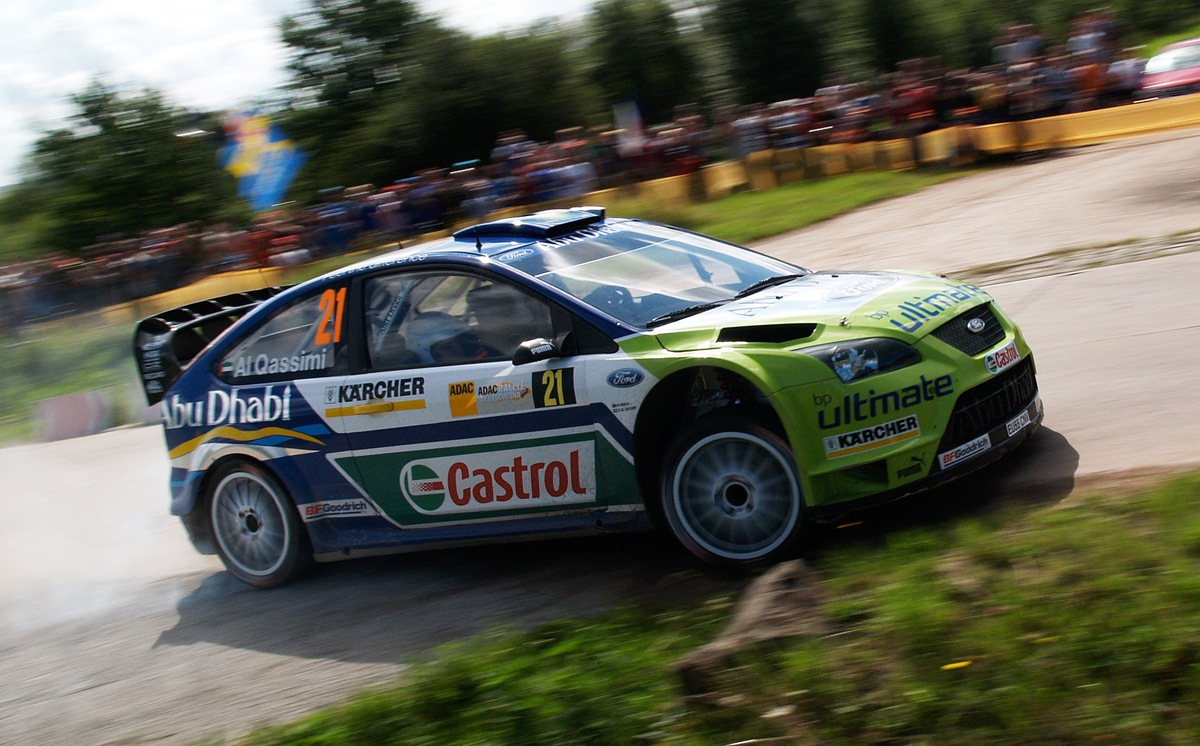
El Ford Focus RS WRC 06 fue el más exitoso, logró ocho victorias y el título de marcas en 2006.

El desarrollo del Focus WRC de segunda generación se inició en 2005 con la petición a la FIA de pasar por alto algunas de las condiciones de homologación. El modelo de competición estaba construido sobre la base del Focus ST de serie del cual no se habían construido las unidades mínimas exigidas por la normativa, pero la federación internacional hizo una excepción y dejó que el Focus WRC debutase en 2005. Esta situación permitió a Ford que en 2007 el coche recibiera la primera evolución que de lo contrario, de haber debutado en 2006, no hubiera llegado hasta 2008 por reglamento. El Focus de serie de segunda generación tenía unas dimensiones mayores: más ancho, más largo y con mayor ancho de ejes y su homólogo de competición consecuentemente también. Una de las novedades que incluía era el motor, totalmente nuevo, desarrollado por el preparador francés Pipo Moteur con experiencia en Peugeot, hecho con una aleación más ligera (aluminio), a diferencia del anterior modelo construido en acero. Era 20 kg menos pesado que el anterior lo que significaba ser más eficaz a medio régimen y permitió repartir mejor el lastre (los WRC pesan menos de 1230 kg el peso mínimo obligado por reglamento por lo que se les añaden peso extra a través de lastres). Al motor se le dotó de una culata de cuatro válvulas por cilindro y un tubo de la marca Garret, con su correspondiente brida de 34 mm exigida por reglamento. Otra de las novedades introducidas fue la transmisión, totalmente nueva. Se sustituyó la caja de cambios X-Trac de seis marchas por una de cinco del fabricante Ricardo. Los diferenciales electrónicos se prohibieron por lo que fueron sustituidos por los de tipo mecánico. Los frenos eran de tipo Brembo y los amortiguadores de la marca Reiger. El Focus se diferenció además respecto del resto de World Rally Cars en que disponía de un eje trasero por barra de torsión en lugar del esquema McPherson, utilizado, sin embargo. para el tren delantero.
El Ford RS WRC 06 debutó en el Rally de Australia de 2005 y compitió durante las temporadas 2006 y 2007 por lo que convivió con la evolución anterior y la siguiente. En su primer año completo logró ocho victorias y el campeonato de constructores, título que la marca no conseguía desde 1979 con el Ford Escort RS1800. Durante la temporada 2006 se le introdujeron pequeñas novedades consistentes en un nuevo freno de mano y una protección nueva para la correa del alternador.

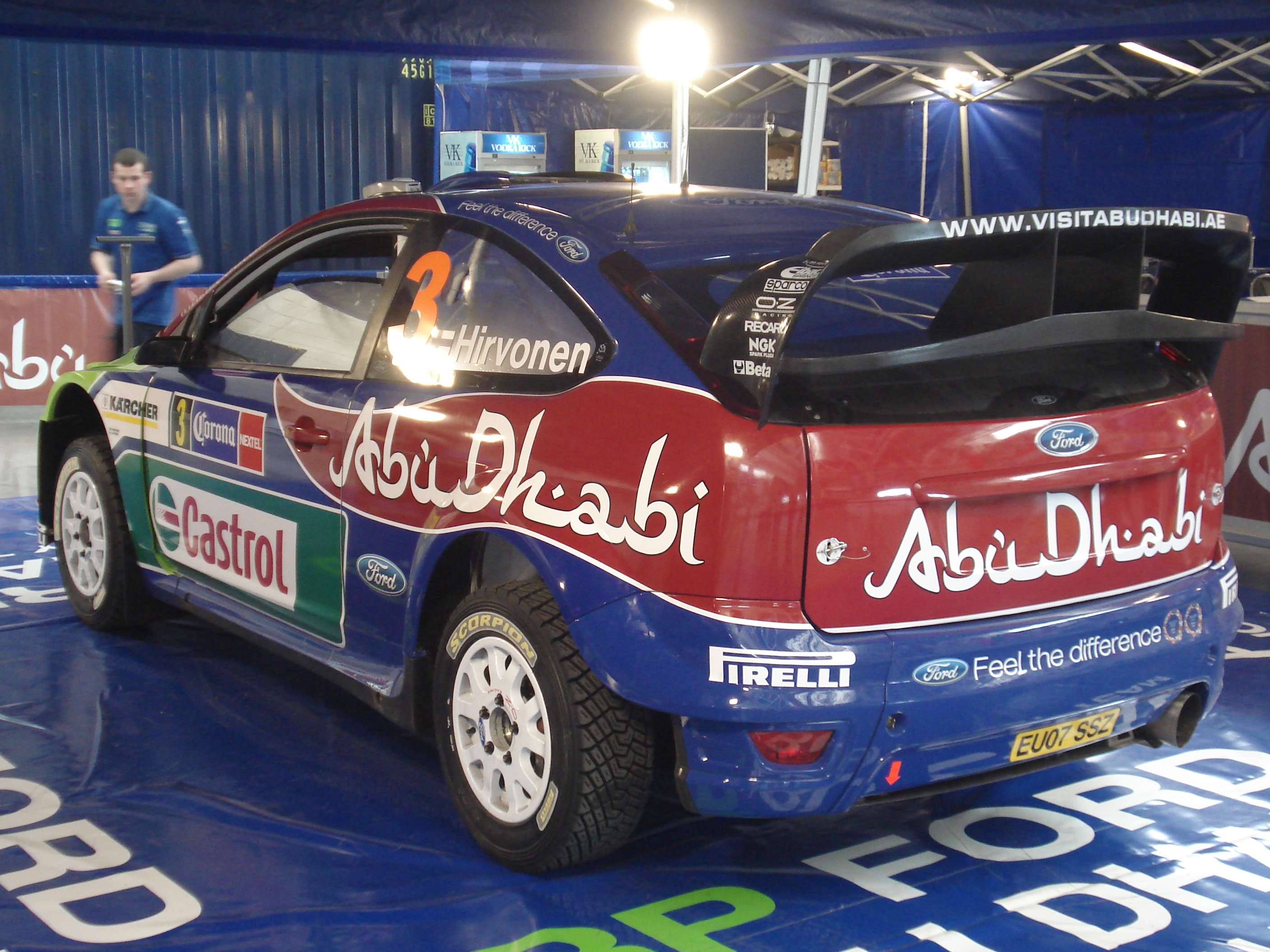
El patrocinador Abu Dhabi estuvo muy presente en la decoración de la versión Ford Focus RS WRC 07.

#### Ford Focus RS WRC 07
La octava evolución del Focus WRC, denominada Ford Focus RS WRC 07, contó con pequeños cambios respecto de la versión anterior. Se reemplazó el colector del escape, se añadió un alerón trasero nuevo y un parachoques delantero. También se rebajó el peso del motor cinco kilos, se le montó un escape único y se situó un poco más retrasado. Se modificaron los alerones, tanto el trasero como el delantero, este último ligeramente elevado del suelo. Ese año el Focus volvió a repetir título y subió a lo más alto del podio en cuatro pruebas. Debutó en el Rally de Finlandia de 2007 con victoria y participó entre 2007 y 2008 en un total de diecinueve pruebas logrando cuatro victorias el primer año y el campeonato de marcas y tres en 2008 subiéndose al podio en veintitrés ocasiones.

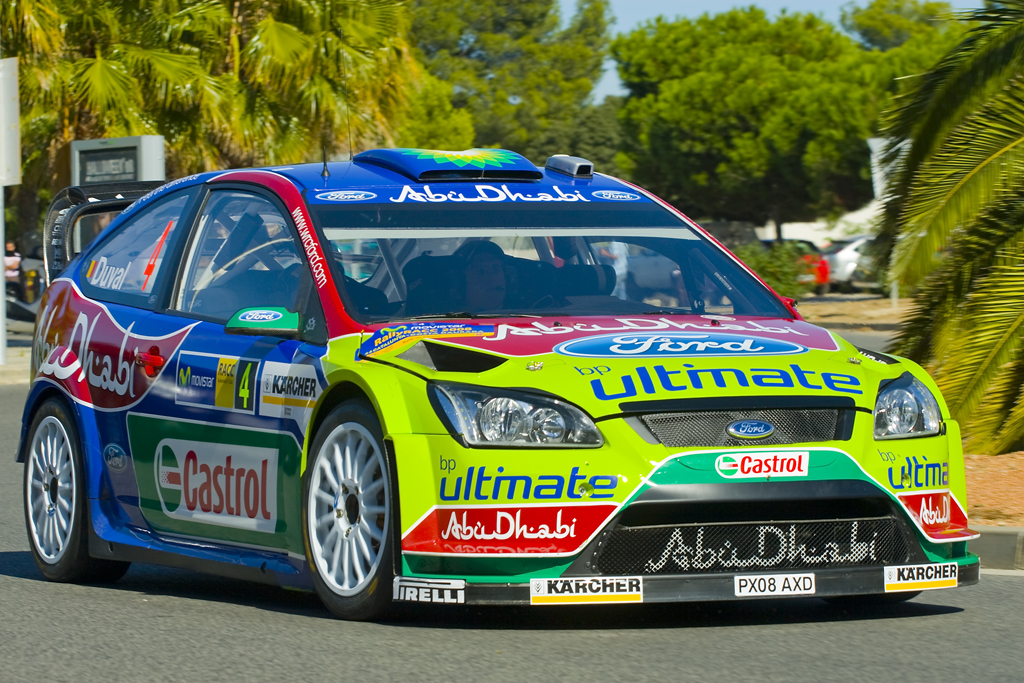
La penúltima evolución del Focus WRC en el Rally Cataluña de 2008.

#### Ford Focus RS WRC 08
El Ford Focus RS WRC 08 debutó a mediados del año 2008, en el Rally de Alemania. Los cambios en el coche fueron mínimos, debido a las limitaciones del reglamento, pero significativas, con pequeñas modificaciones en el paracoches frontal, que se aumentó su distancia con respecto al suelo, un colector de escape nuevo, sustituyendo al dos piezas anterior, un cigüeñal y un turbo nuevo con su correspondiente brida de 34 mm obligatoria. El motor de tipo Duratec, estaba basado en el del Focus ST de serie que utilizaba un 2,5 litros, aunque el modelo de competición estaba limitado a los dos litros. Se trabajó intensamente en la reducción del peso en muchos elementos para mejorar la eficiencia y de la misma manera se mejoró la distribución del mismo. El motor sufrió una reducción de 5 kg, la amortiguación del tipo Reiger, la misma usada en la versión del 2006, con pequeñas reducciones de peso en algunos componentes y la caja de cambios, también original del modelo de 2006 sufrió su correspondiente reducción de peso. Participó entre 2008 y 2009 en un total de veinticinco pruebas subiéndose al podio en catorce ocasiones, pero logrando una sola victoria: en el Rally de Japón de 2008 con Mikko Hirvonen.

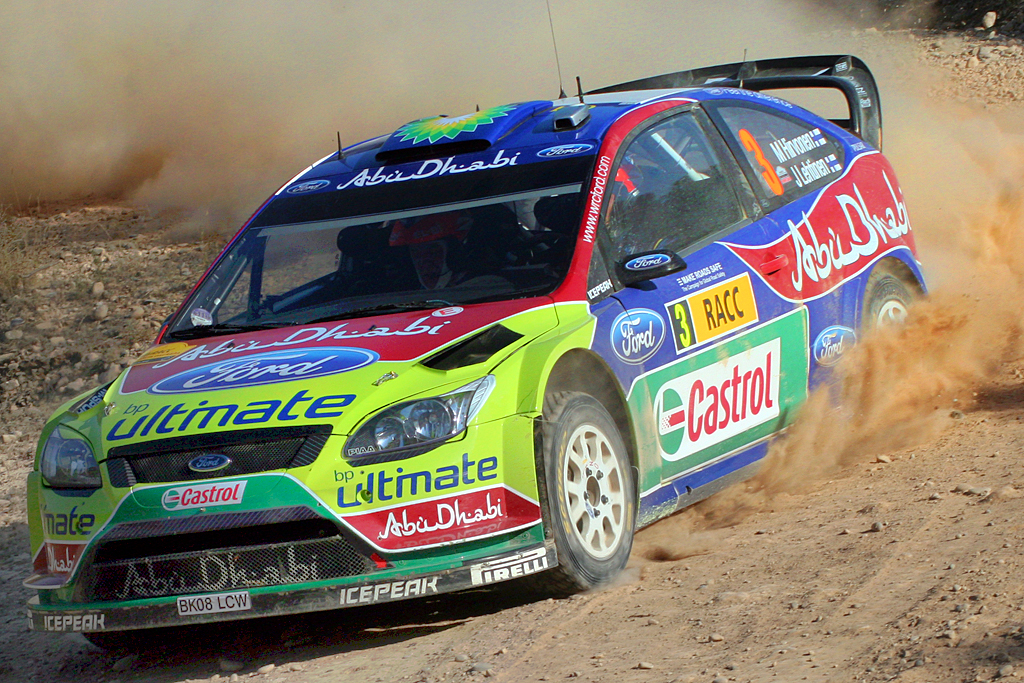
La última versión del Ford Focus RS WRC utilizada en el Rally Cataluña de 2010 por Mikko Hirvonen.

#### Ford Focus RS WRC 09
La última evolución del Ford Focus WRC, compitió durante las temporadas 2009 y 2010 debutando en el Rally de Cerdeña de 2009. Debido a las congelaciones en el reglamento técnico, los cambios no fueron significativos salvo la bomba de agua que fue sustituida por una de tipo eléctrico. Participó en veinte pruebas y logró ocho victorias y dieciocho podios.

### Comparativa técnica
| Características técnicas | Versión (1999) | Versión (2000) | Versión (2001) | Versión (2002) | Versión (2003, 2004) | Versión (2006) | Versión (2007) | Versión (2008) | Versión (2009) |
| --- | --- | --- | --- | --- | --- | --- | --- | --- | --- |
| Motor: Cilindros: Válvulas: Bore x stroke: Potencia: Par motor: Largo: Ancho: Altura: Distancia entre ejes: Ancho de vía: Peso: Tracción: Caja de cambios: Marchas: Placas de embrague: | 1998 cc con turbo. 4 en línea. 16 84 x 88 mm 300 cv 550 Nm 4152 mm 1770 mm 1420 mm 2615 mm 1550 mm 1330 kg cuatro ruedas longitudinal 6 en secuencial 2 | 1998 cc con turbo. 4 en línea. 16 84,8 x 88 mm 300 cv 550 Nm 4152 mm 1770 mm 1420 mm 2615 mm 1550 mm 1230 kg cuatro ruedas longitudinal 6 en secuencial 2 | 1998 cc con turbo. 4 en línea. 16 84,8 x 88,3 mm 300 cv 550 Nm 4152 mm 1770 mm 1420 mm 2615 mm 1550 mm 1230 kg cuatro ruedas longitudinal 6 en secuencial 2 | 1998 cc con turbo. 4 en línea. 16 84 x 88 mm 300 cv 550 Nm 4152 mm 1770 mm 1420 mm 2615 mm 1550 mm 1230 kg cuatro ruedas longitudinal 6 en secuencial 2 | 1998 cc con turbo. 4 en línea. 16 84,8 x 88 mm 300 cv 550 Nm 4442 mm 1770 mm 1420 mm 2615 mm 1550 mm 1230 kg cuatro ruedas longitudinal 6 en secuencial - | 1998 cc con turbo. 4 en línea. 16 85 x 88 mm 300 cv 550 Nm 4362 mm 1880 mm - mm 2640 mm - mm 1230 kg cuatro ruedas transversal 5 en secuencial - | 1998 cc con turbo. 4 en línea. 16 85 x 88 mm 300 cv 568 Nm 4362 mm 1800 mm - mm 2640 mm - mm 1230 kg cuatro ruedas transversal 5 en secuencial - | 1998 cc con turbo. 4 en línea. 16 85 x 88 mm 300 cv 550 Nm 4362 mm 1800 mm - mm 2640 mm - mm 1230 kg cuatro ruedas transversal 5 en secuencial - | 1998 cc con turbo. 4 en línea. 16 85 x 88 mm 300 cv 550 Nm 4362 mm 1880 mm - 2640 mm - 1230 kg cuatro ruedas longitudinal 5 en secuencial 3 |

## Palmarés

### Victorias
| #  | Año  | Rally                                      | Piloto             | Copiloto        |
| -- | ---- | ------------------------------------------ | ------------------ | --------------- |
| 1  | 1999 | 47th Safari Rally                          | Colin McRae        | Nicky Grist     |
| 2  | 1999 | 33º TAP Rallye de Portugal                 | Colin McRae        | Nicky Grist     |
| 3  | 2000 | 36º Rallye Catalunya-Costa Brava           | Colin McRae        | Nicky Grist     |
| 4  | 2000 | 47th Acropolis Rally                       | Colin McRae        | Nicky Grist     |
| 5  | 2000 | Cyprus Rally 2000                          | Carlos Sainz       | Luis Moya       |
| 6  | 2001 | 21º Rally Argentina                        | Colin McRae        | Nicky Grist     |
| 7  | 2001 | Cyprus Rally 2001                          | Colin McRae        | Nicky Grist     |
| 8  | 2001 | 48th Acropolis Rally                       | Colin McRae        | Nicky Grist     |
| 9  | 2002 | 21º Rally Argentina                        | Carlos Sainz       | Luis Moya       |
| 10 | 2002 | 49th Acropolis Rally                       | Colin McRae        | Nicky Grist     |
| 11 | 2002 | 50th Inmarsat Safari Rally                 | Colin McRae        | Nicky Grist     |
| 12 | 2003 | 50th Acropolis Rally                       | Markko Märtin      | Michael Park    |
| 13 | 2003 | 53rd Neste Rally Finland                   | Markko Märtin      | Michael Park    |
| 14 | 2004 | 18º Corona Rally México                    | Markko Märtin      | Michael Park    |
| 15 | 2004 | 48ème Tour de Corse - Rallye de France     | Markko Märtin      | Michael Park    |
| 16 | 2004 | 40.º Rallye Catalunya-Costa Brava          | Markko Märtin      | Michael Park    |
| 17 | 2006 | 74ème Rallye Automobile de Monte-Carlo     | Marcus Grönholm    | Timo Rautiainen |
| 18 | 2006 | 55th Uddeholm Swedish Rally                | Marcus Grönholm    | Timo Rautiainen |
| 19 | 2006 | 53rd Acropolis Rally                       | Marcus Grönholm    | Timo Rautiainen |
| 20 | 2006 | 56th Neste Oil Rally Finland               | Marcus Grönholm    | Timo Rautiainen |
| 21 | 2006 | 7th Rally of Turkey                        | Marcus Grönholm    | Timo Rautiainen |
| 22 | 2006 | 19th Telstra Rally Australia               | Mikko Hirvonen     | Jarmo Lehtinen  |
| 23 | 2006 | 36th Propecia Rally New Zealand            | Marcus Grönholm    | Timo Rautiainen |
| 24 | 2006 | 62nd Wales Rally of Great Britain          | Marcus Grönholm    | Timo Rautiainen |
| 25 | 2007 | 56th Uddeholm Swedish Rally                | Marcus Grönholm    | Timo Rautiainen |
| 26 | 2007 | 2nd Rally Norway                           | Mikko Hirvonen     | Jarmo Lehtinen  |
| 27 | 2007 | 4º Supermag Rally Italia Sardinia          | Marcus Grönholm    | Timo Rautiainen |
| 28 | 2007 | 54th BP Ultimate Acropolis Rally of Greece | Marcus Grönholm    | Timo Rautiainen |
| 29 | 2007 | 56th Neste Oil Rally Finland               | Marcus Grönholm    | Timo Rautiainen |
| 30 | 2007 | 36th Propecia Rally New Zealand            | Marcus Grönholm    | Timo Rautiainen |
| 31 | 2007 | 4th Rally Japan                            | Mikko Hirvonen     | Jarmo Lehtinen  |
| 32 | 2007 | 63rd Wales Rally of Great Britain          | Mikko Hirvonen     | Jarmo Lehtinen  |
| 33 | 2008 | 57th Uddeholm Swedish Rally                | Jari-Matti Latvala | Miikka Anttila  |
| 34 | 2008 | 26th Jordan Rally                          | Mikko Hirvonen     | Jarmo Lehtinen  |
| 35 | 2008 | 9th Rally of Turkey                        | Mikko Hirvonen     | Jarmo Lehtinen  |
| 36 | 2008 | 5th Rally Japan                            | Mikko Hirvonen     | Jarmo Lehtinen  |
| 37 | 2009 | 6º Supermag Rally Italia Sardinia          | Jari-Matti Latvala | Miikka Anttila  |
| 38 | 2009 | 56th Acropolis Rally of Greece             | Mikko Hirvonen     | Jarmo Lehtinen  |
| 39 | 2009 | 66th Rally Poland                          | Mikko Hirvonen     | Jarmo Lehtinen  |
| 40 | 2009 | 58th Neste Oil Rally Finland               | Mikko Hirvonen     | Jarmo Lehtinen  |
| 41 | 2009 | 20th Repco Rally Australia                 | Mikko Hirvonen     | Jarmo Lehtinen  |
| 42 | 2010 | 58th Rally Sweden                          | Mikko Hirvonen     | Jarmo Lehtinen  |
| 43 | 2010 | 40th Propecia Rally New Zealand            | Jari-Matti Latvala | Miikka Anttila  |
| 44 | 2010 | 60th Neste Oil Rally Finland               | Jari-Matti Latvala | Miikka Anttila  |

## Galería

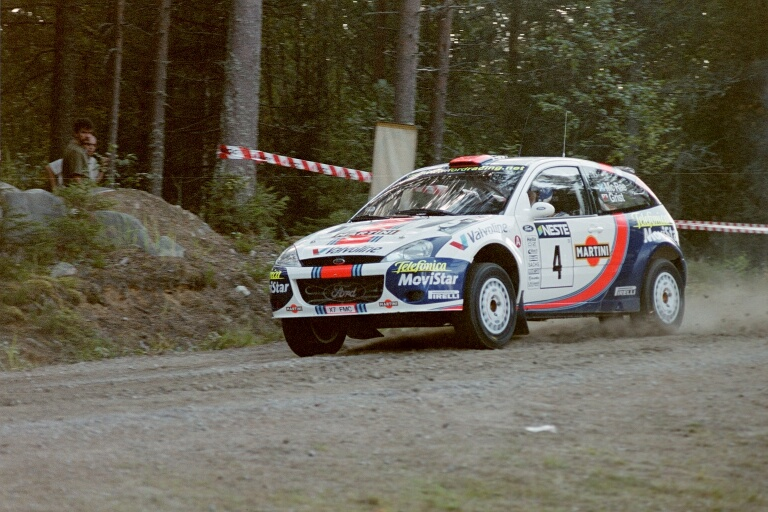
Colin McRae en 2001.
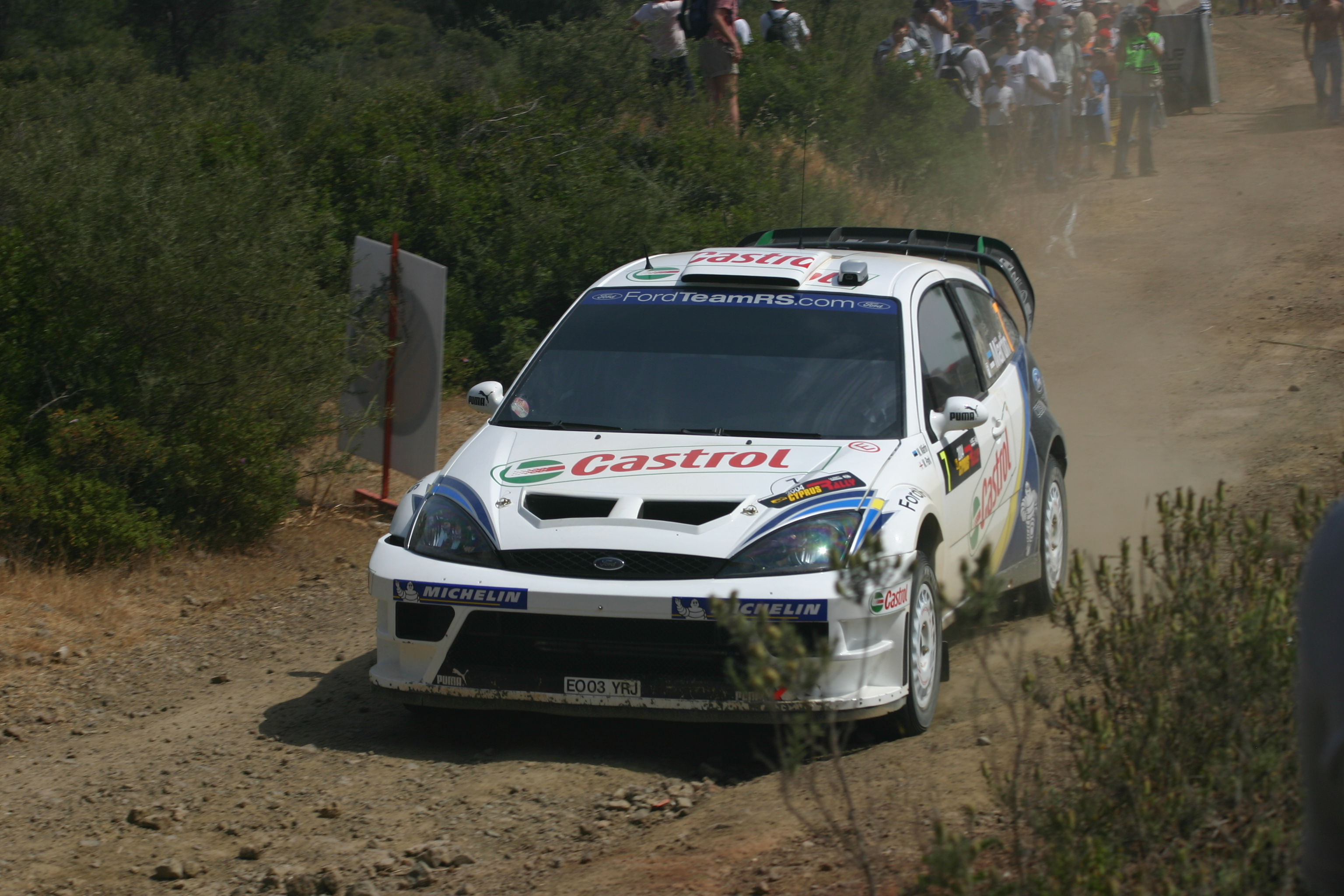
Markko Martin con el Focus en 2004.
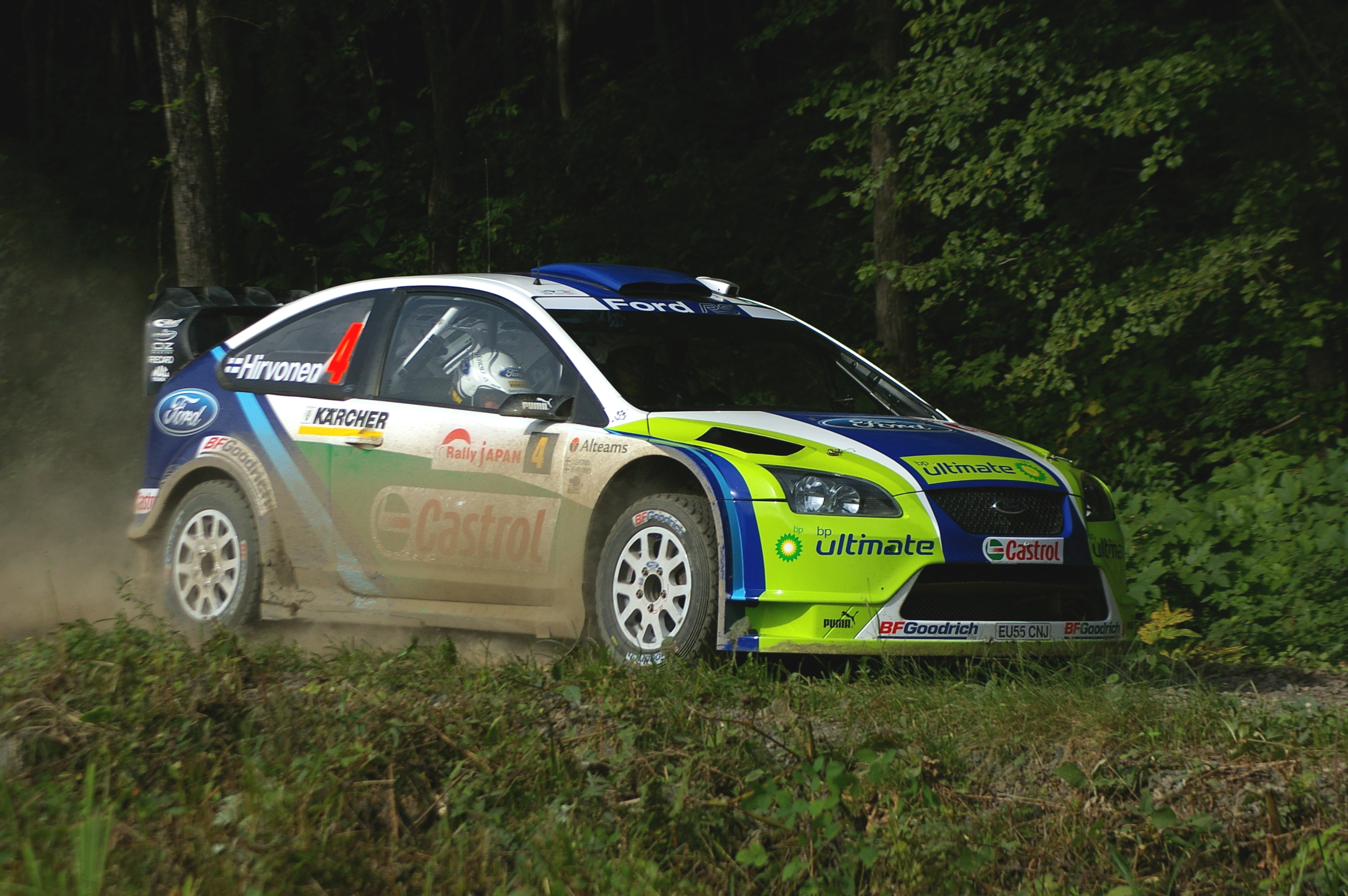
Mikko Hirvonen en 2006.
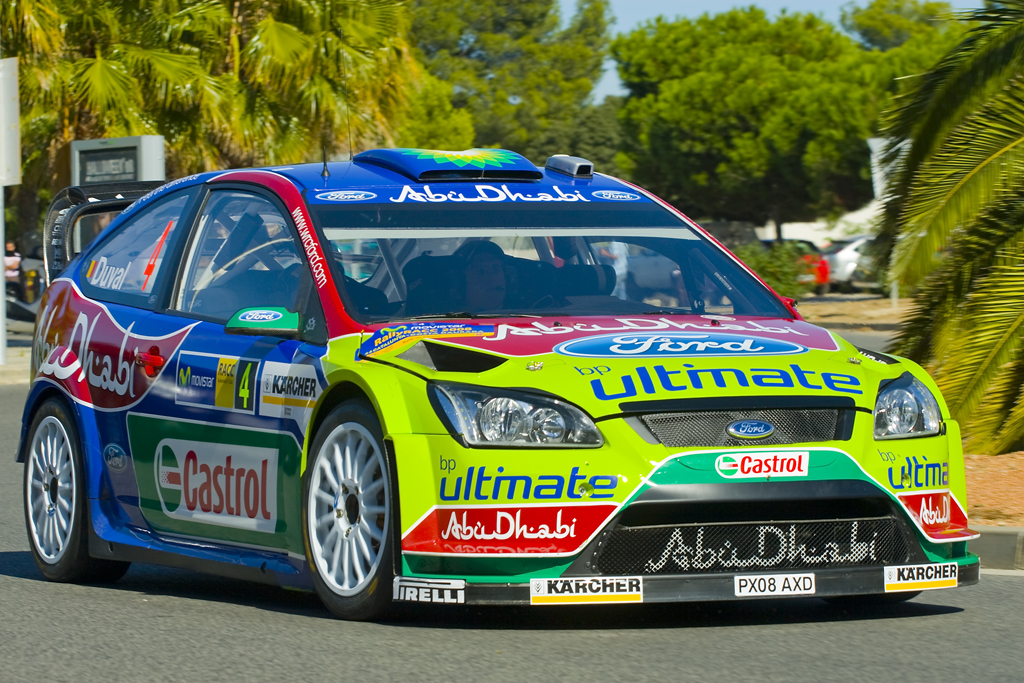
Duval en 2008.

| Predecesor: Ford Escort WRC 1997 - 1998 | Coches del WRC de Ford Ford Focus WRC 1999 - 2010 | Sucesor: Ford Fiesta RS WRC 2011 - actual |